# Pandemia di COVID-19 in Brasile
Il primo caso della pandemia di COVID-19 in Brasile è stato confermato il 25 febbraio 2020.
Al 1º gennaio 2023 il Brasile con 36 354 255 casi, di cui 34 938 186 guariti e 693 941 morti, risulta essere lo Stato del Sud America più colpito in termini di casi totali e il quinto al mondo. La gestione della pandemia ha suscitato diverse polemiche, a causa del negazionismo sul virus, e delle politiche adottate dal presidente Jair Bolsonaro.
Il 5 maggio 2023, l'Organizzazione mondiale della sanità dichiara ufficialmente la fine della pandemia.

## Antefatti
Il 12 gennaio 2020, l'Organizzazione mondiale della sanità (OMS) ha confermato che un nuovo coronavirus era la causa di una nuova infezione polmonare che aveva colpito diversi abitanti della città di Wuhan, nella provincia cinese dell'Hubei, il cui caso era stato portato all'attenzione dell'OMS il 31 dicembre 2019.
Sebbene nel tempo il tasso di mortalità della COVID-19 si sia rivelato decisamente più basso di quello dell'epidemia di SARS che aveva imperversato nel 2003, la trasmissione del virus SARS-CoV-2, alla base della COVID-19, è risultata essere molto più ampia di quella del precedente virus del 2003, e ha portato a un numero totale di morti molto più elevato.

## Cronistoria

### Previsioni scientifiche ed economiche
Il 19 marzo, gli scienziati hanno predetto nello scenario peggiore senza misure preventive fino a due milioni di morti in Brasile. Hanno sottolineato che una politica di distanziamento sociale era una delle misure più efficaci data la mancanza di un vaccino. Il 20 marzo, esperti italiani hanno avvertito che la curva di crescita del coronavirus in Brasile ripeterebbe quella dei paesi europei. Il 21 marzo, i ricercatori hanno iniziato a mobilitarsi per aumentare la disponibilità dei test in Brasile. L'Università Federale di Rio de Janeiro stava tentando di creare un test sierologico, al contrario del più comune test PCR, per rilevare le infezioni attraverso i campioni di sangue di un paziente. Il Ministro della Salute Luiz Henrique Mandetta disse che il numero di casi sarebbe aumentato esponenzialmente fino alla fine di giugno.
Il 23 marzo, un rapporto dell'economista Emerson Marçal ha previsto un calo del PIL nel 2020 del 4,4% a causa dell'effetto del coronavirus.
Undici pazienti COVID-19 sono deceduti dopo aver ricevuto alte dosi di clorochina in uno studio in Brasile. Questo è stato segnalato a metà aprile. Lo studio è stato sospeso.

### Misure preventive
Il 17 marzo le autorità brasiliane hanno parzialmente chiuso il confine con il Venezuela. Il ministro della Sanità Luiz Henrique Mandetta aveva sollecitato la chiusura del confine a causa del collasso del sistema sanitario venezuelano. Il 18 marzo, Rio de Janeiro e altri cinque comuni - São Gonçalo, Guapimirim, Niterói, Nova Iguaçu e Mesquita - nello stato di Rio de Janeiro avevano dichiarato lo stato di emergenza per contribuire a contenere la pandemia. Il giorno seguente, il governo del Rio Grande do Sul ha dichiarato una situazione di emergenza pubblica. Tra le misure adottate vi erano il divieto di viaggiare da uno stato all'altro e la restrizione degli articoli acquistati sui mercati. Il 20 marzo, il governo del Rio Grande do Norte ha dichiarato una situazione di emergenza pubblica.

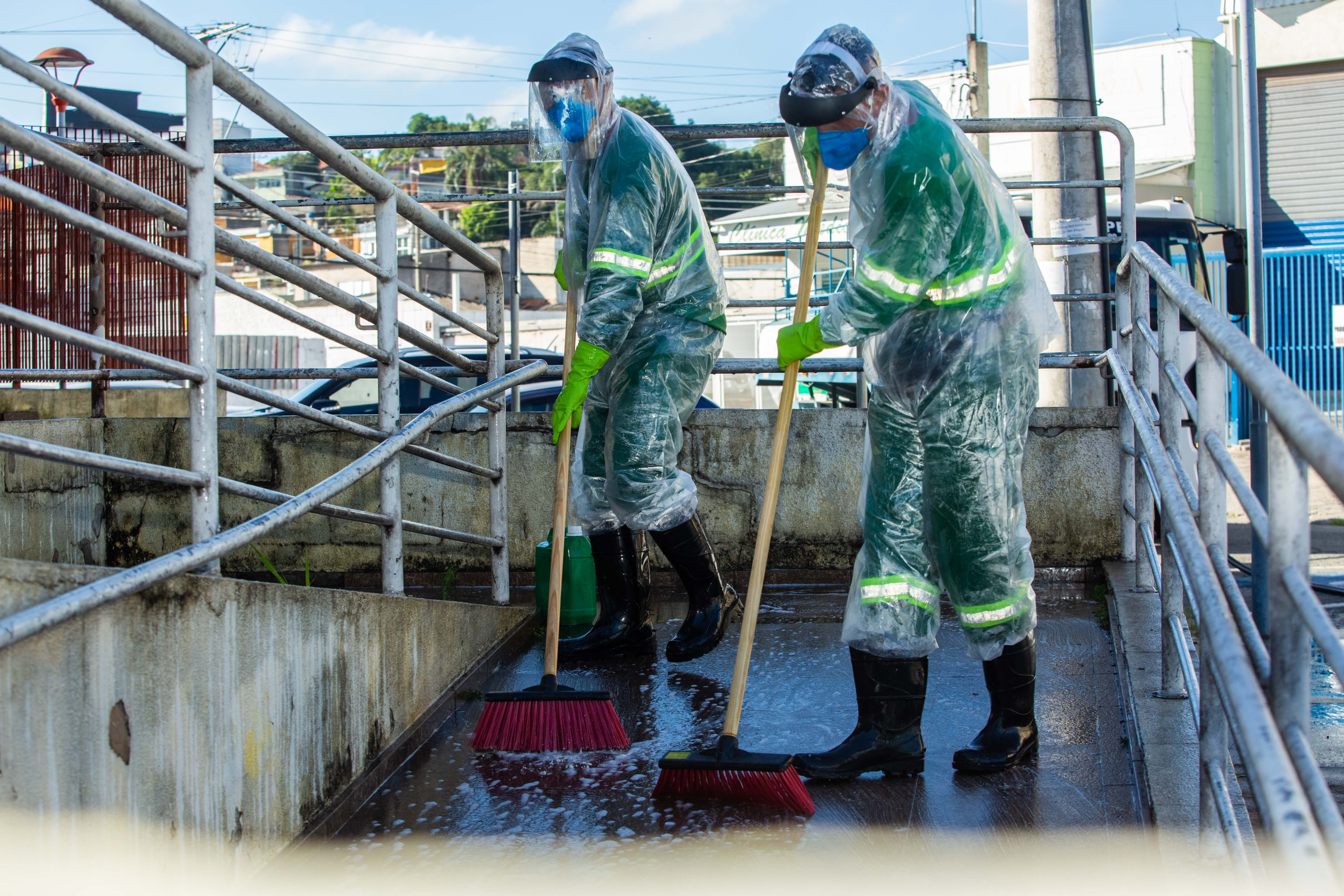
Operazioni di igienizzazione

Il 21 marzo, a San Paolo, i casi sono aumentati di quasi il 40% in due ore. Anche le morti sono aumentate nel periodo. Le città della regione di Campinas hanno dichiarato una situazione di emergenza. Oltre alla metropoli, Hortolândia, Holambra, Indaiatuba, Itapira, Jaguariúna, Mogi Guaçu, Mogi Mirim, Paulínia, Sumaré e Águas de Lindoia hanno emanato decreti con misure speciali per contenere la diffusione dei casi COVID-19. Valinhos e Vinhedo hanno dichiarato lo stato di emergenza pubblica.

### Risposta del governo
Il 20 marzo, Bolsonaro ha criticato il governatore di Rio de Janeiro, Wilson Witzel (PSC), per aver chiesto la sospensione dell'arrivo di voli dagli Stati in cui era stata confermata la contaminazione da parte del nuovo coronavirus. Bolsonaro ha affermato che chiudere i centri commerciali e il commercio danneggiano l'economia. Nel mezzo della pandemia, esperti di tutto il mondo hanno suggerito che le misure per limitare la circolazione delle persone erano uno dei modi più efficaci per contenere la diffusione del virus. Tuttavia, il presidente Jair Bolsonaro ha dichiarato venerdì (20 marzo) di essere contrario alla chiusura degli scambi e dei mercati decretati dalla maggior parte dei governatori statali come misura per combattere il coronavirus.
Il governatore di San Paolo, João Doria, ha contrastato la presunta mancanza di azione del presidente Bolsonaro, dicendo che i governatori degli stati stanno giocando il ruolo che avrebbe dovuto essere suo, che doveva guidare il popolo nella pandemia del nuovo coronavirus. In precedenza a Brasilia, Bolsonaro criticava quelle che chiamava "misure estreme", come "chiusura di centri commerciali e mercati all'aperto settimanali". Al 20 marzo, il Brasile aveva il terzo maggior numero di casi di coronavirus nel gabinetto esecutivo, subito dopo l'Iran e la Francia. Nel governo brasiliano risultavano infettati almeno tredici politici di spicco. Il ministro delle miniere e dell'energia, Bento Albuquerque, e il presidente del Senato, Davi Alcolumbre, sono stati confermati infetti il 18 marzo.
Il 23 marzo, il presidente della Camera dei deputati Rodrigo Maia ha dichiarato che il Brasile potrebbe aver bisogno di $ 78,1 miliardi per combattere il virus. Il 24 marzo, il presidente Bolsonaro ha dichiarato che la routine nel paese deve tornare alla normalità e che la stampa brasiliana ha diffuso il panico attorno al coronavirus, che ha nuovamente definito "influenza". Parlando alla radio e alla televisione, Bolsonaro ha anche criticato i governatori per l'implementazione della quarantena - con il commercio e le chiusure dei confini - e si è chiesto perché le scuole fossero chiuse.
Il presidente ha chiesto "un ritorno alla normalità", una fine al "confinamento di massa" e ha affermato che i media hanno diffuso "terrore". Il presidente del Senato Davi Alcolumbre (DEM-AP) ha pubblicato una nota in cui ha classificato il discorso di Bolsonaro come "serio" e ha affermato che il paese ha bisogno di "una leadership seria".

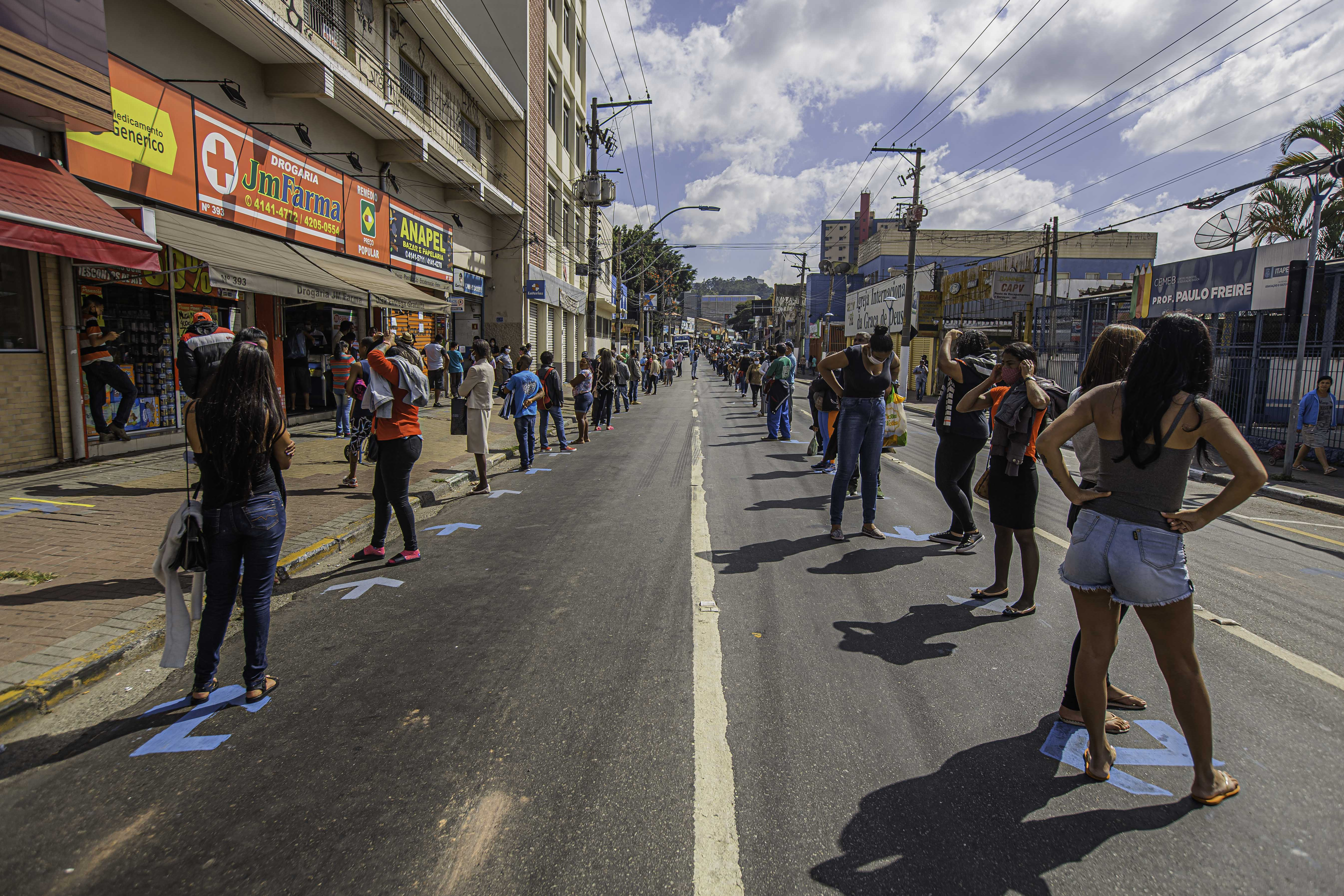
Segnali per rispettare il distanziamento sociale

Le città brasiliane hanno battuto i vasi in segno di protesta contro Bolsonaro. San Paolo, Rio de Janeiro, Brasilia, Belo Horizonte e Recife sono state alcune delle città in cui la gente ha lanciato i piatti durante il discorso del presidente martedì 24. Alcuni brasiliani hanno protestato contro la dichiarazione del presidente della Repubblica, Jair Bolsonaro.

### Politica estera
Il 19 marzo, Eduardo Bolsonaro, figlio del presidente Jair Bolsonaro, iniziò una disputa diplomatica con la Cina, il più grande partner commerciale del Brasile, quando ritwittò un messaggio che incolpava il Partito Comunista Cinese per il virus. Yang Wanming, il più grande diplomatico cinese in Brasile, ha poi ritwittato un messaggio dicendo "La famiglia Bolsonaro è il grande veleno di questo paese". Bolsonaro ha fatto un discorso televisivo sulla pandemia, durante il quale sono scoppiati sia i professionisti sia gli anti-Bolsonaro nelle più grandi città del Brasile. Secondo un sondaggio, il 64% dei brasiliani ha respinto il modo in cui Bolsonaro aveva gestito la pandemia, mentre il 44,8% ha sostenuto il suo impeachment, un massimo storico. Secondo alcune fonti del Congresso nazionale del Brasile, Bolsonaro stava chiudendo apposta il dialogo politico.

### Critiche a Bolsonaro
Il presidente Jair Bolsonaro ha proiettato un atteggiamento rilassato per il quale è stato spesso criticato. Durante un annuncio ufficiale in televisione il 6 marzo, ha affermato che le persone "devono seguire rigorosamente le raccomandazioni degli esperti come la migliore misura di protezione", ma che "non c'è motivo di andare nel panico". Il 10 marzo, si riferì alla pandemia come una "fantasia" creata dai media. Il 15 marzo, mentre veniva monitorato dai medici perché il suo addetto stampa era risultato positivo al virus, incontrò i suoi sostenitori in una parata pubblica a Brasilia senza indossare una mascherina; dopo l'evento, affermò che le imprese stavano approfittando dell'isteria, e ha affermato che il pubblico non dovrebbe reagire con la "nevrosi". Nel giro di una settimana, furono presentate richieste di impeachment contro Bolsonaro per la sua partecipazione alla parata. Il 24 marzo, Bolsonaro emise un annuncio pubblico che criticava i governi locali per la decretazione della quarantena per "una piccola influenza" e incolpava i media per aver spaventato la popolazione. Il 28 aprile, quando un giornalista ha sottolineato che le morti del Brasile avevano superato quelle della Cina, ha risposto: "E allora? Mi dispiace, ma cosa vuoi che faccia?" Twitter, Facebook e YouTube hanno rimosso alcuni post condivisi dal presidente Bolsonaro per aver fatto disinformazione sul nuovo coronavirus.
Nonostante l'aumento esponenziale di casi di contagiati e morti in Brasile nel mese di maggio, e nonostante l'Università di Washington in uno studio abbia stimato che in agosto i morti in Brasile saranno oltre 80 000, Bolsonaro continua a ripetere che ciò che conta è ripartire, o la gente scenderà per strada per la fame.
Il 16 aprile il presidente Jair Bolsonaro aveva destituito il ministro della salute Luiz Henrique Mandetta, col quale da giorni era ai ferri corti per la gestione della pandemia in Brasile. Il ministro chiedeva misure più drastiche per contenere i contagi mentre da parte sua il presidente ha sempre definito la nuova malattia una banale influenza che avrebbe colpito più che altro gli anziani, dimostrandosi per lo più preoccupato delle perdite economiche causate da un lockdown. In un sondaggio tra i brasiliani fatto da Datafolha, il 76% si è dichiarato concorde con la gestione di Mandetta.
Dopo nemmeno un mese da quando Bolsonaro aveva silurato Mandetta e lo aveva sostituito con Nelson Teich, anche il nuovo ministro della salute si è dimesso il 15 maggio per incompatibilità col presidente stesso sempre sulla gestione della pandemia.

## Cronologia

### Febbraio
Il 25 febbraio, è stato confermato il primo caso di COVID-19 in Brasile, che è stato anche il primo in Sud America, è stato segnalato dal Dipartimento della Salute di San Paolo. La persona infetta era un uomo di 61 anni tornato dalla Lombardia, in Italia. Un secondo caso fu confermato poco dopo, si trattava di un'altra persona che aveva viaggiato di recente in Italia.
Il 28 febbraio, gli scienziati brasiliani dell'Istituto Adolfo Lutz e dell'Istituto di medicina tropicale dell'Università di San Paolo - parte del Center for Arbovirus Discovery, Diagnostics, Genomics & Epidemiology - hanno annunciato di aver sequenziato il genoma del virus SARS-CoV-2 dai primi due casi riportati in Brasile. Il sequenziamento era stato completato in un tempo record di due giorni ed è stato rilasciato sul database GISAID. L'analisi ha mostrato che il virus era stato introdotto separatamente dal Nord Italia in Brasile in due occasioni. Ciò ha implicazioni dirette per la comprensione dell'epidemia in Italia.

### Marzo
Il 6 marzo, gli scienziati brasiliani hanno annunciato la coltivazione in laboratorio del nuovo coronavirus. L'intento era quello di aiutare il diagnosticamento e la ricerca del vaccino contro la malattia.

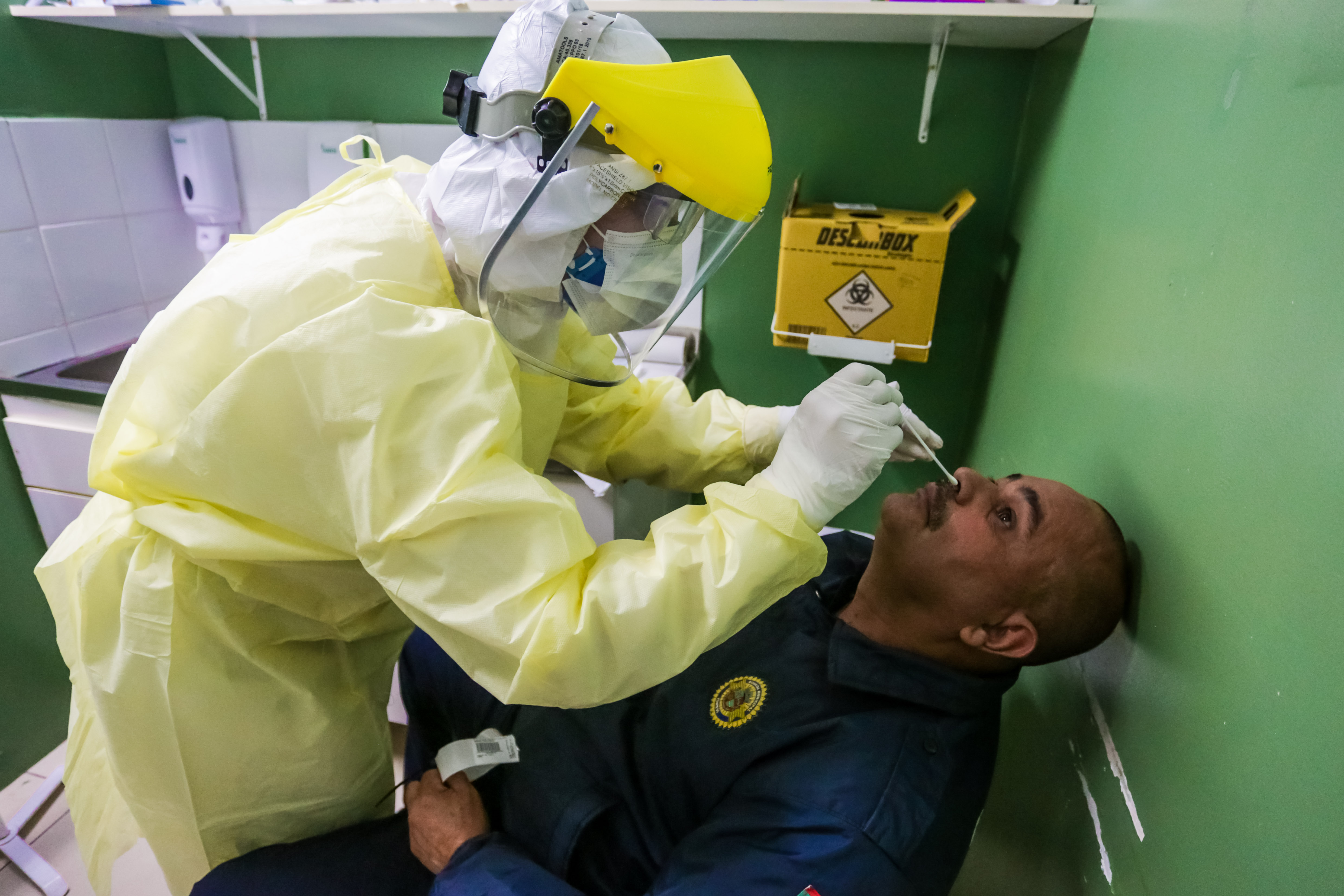
Esecuzione di un tampone

Il 12 marzo, Fábio Wajngarten, segretario stampa del presidente Bolsonaro, è risultato positivo al virus. La salute del presidente e del suo gabinetto è stata monitorata a causa della loro recente esposizione all'uomo infetto. Wajngarten aveva anche interagito con il presidente degli Stati Uniti Donald Trump e il vicepresidente Mike Pence durante la visita di Bolsonaro a Miami il 7 marzo. Il ministero della Sanità ha richiesto ulteriori 10 miliardi di reais (2,1 miliardi di dollari) nel bilancio federale per combattere la malattia in Brasile. Stimò che sarebbero state immediatamente necessarie 2 000 unità di terapia intensiva. La nave da crociera Silver Shadow arrivò dalle Bahamas e attraccò a Recife, Pernambuco, portando 318 passeggeri e 291 membri dell'equipaggio, incluso un caso sospetto di COVID-19. La nave fu isolata dalle autorità sanitarie.
Il 13 marzo, il presidente Jair Bolsonaro è risultato negativo al test di ricerca del virus. Il Ministero della Salute ha emesso un avvertimento raccomandando ai brasiliani e agli stranieri che arrivavano in Brasile di rimanere in isolamento per almeno sette giorni.
Il 17 marzo, viene confermata la prima morte per COVID-19 in Brasile. A quel tempo, c'erano 291 casi confermati nel paese.
Lo stato di Santa Catarina ha dichiarato lo stato di emergenza. Come misure preventive, ha chiuso negozi e servizi non essenziali (centri commerciali, palestre, ristoranti, hotel) e sospeso il trasporto pubblico, autobus interurbani e interstatali, riunioni pubbliche, concerti, teatri, eventi sportivi e servizi religiosi.
Il 20 marzo, i dipartimenti sanitari statali hanno riportato quasi un migliaio di casi confermati in 23 dei 26 stati e anche nel distretto federale.

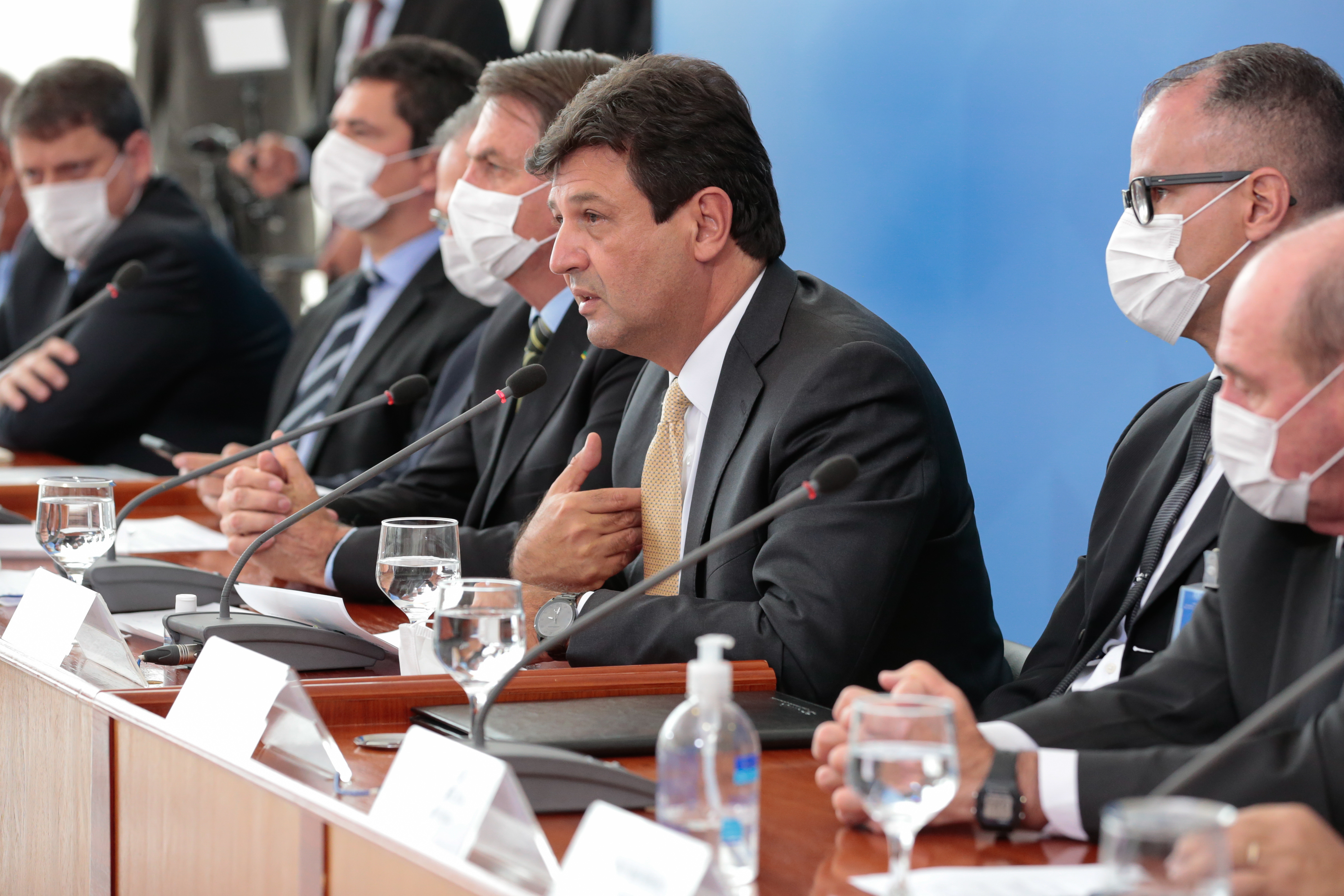
Dichiarazioni del governo sull'evoluzione della pandemia

Il 21 marzo, lo stato di San Paolo ha dichiarato la quarantena statale. Tutti i servizi commerciali e non essenziali dovevano essere chiusi dal 24 marzo al 7 aprile. Tutti gli stati brasiliani avevano riportato almeno un caso confermato di COVID-19, il più recente dei quali era Roraima.
Il 26 marzo, un mese dopo il primo caso confermato il Ministero della Salute ha riferito che il Brasile aveva 2 915 casi confermati e 77 decessi.
Il 28 marzo, il Ministero della Salute ha riferito che il Brasile aveva 3 904 casi confermati e 114 decessi, suggerendo una mortalità del 2,9%. Nel 90% delle morti si trattava di persone con più di 60 anni e la maggior parte erano uomini. Nell'84% dei decessi, i pazienti avevano altre patologie come malattie cardiache, diabete e pneumopatia.

### Aprile

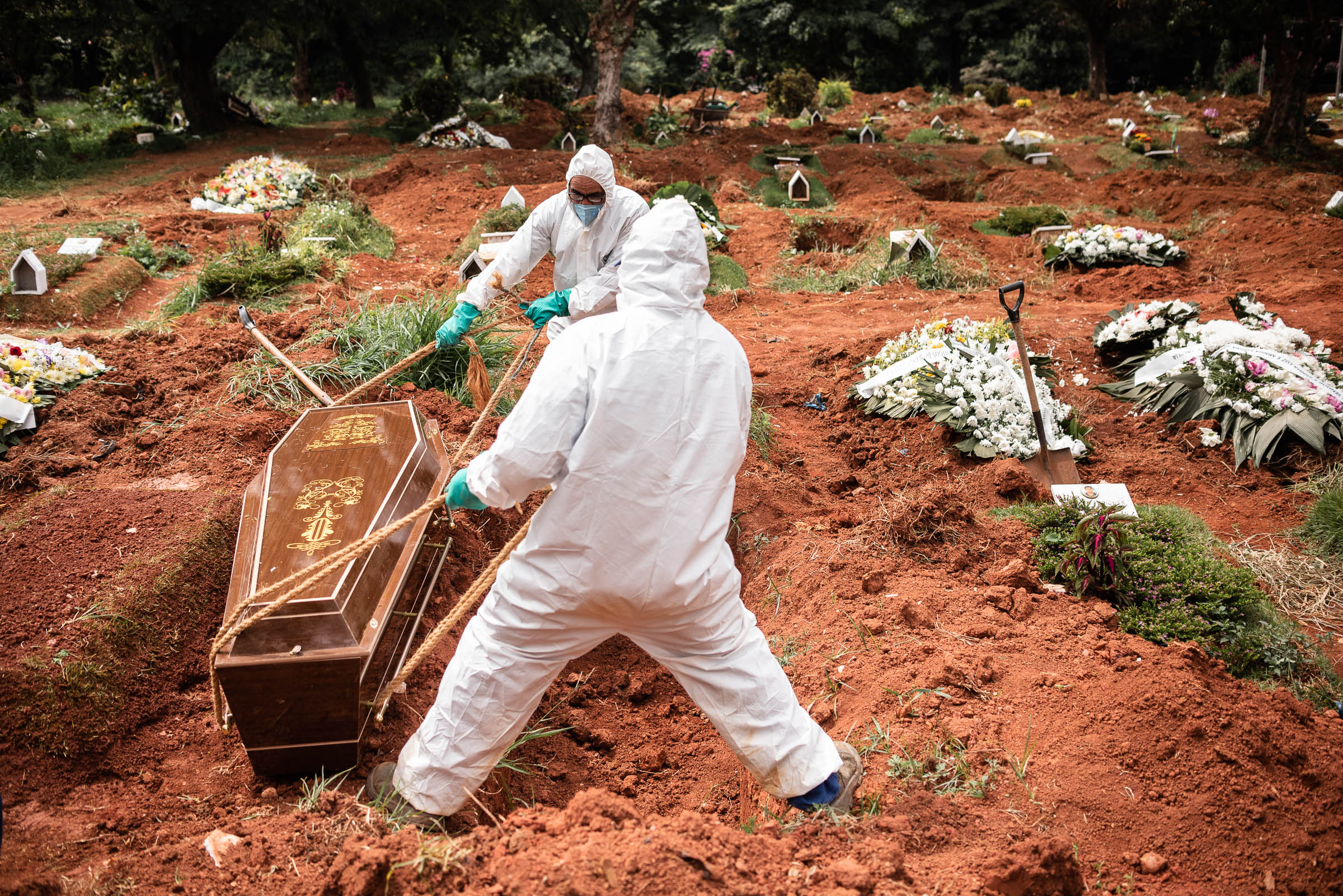
Sepoltura operata in sicurezza di un uomo forse malato di COVID-19, nel cimitero di Vila Alpina, zona est di São Paulo (aprile 2020)

Il 6 aprile, il presidente Jair Bolsonaro ha minacciato di licenziare il ministro della Salute, Luiz Henrique Mandetta, dopo uno scontro. A seguito delle critiche, Bolsonaro fece temporaneamente un passo indietro.
Il 9 aprile, il governo federale ha inviato ai cittadini la sua prima assistenza finanziaria. Oltre 2,5 milioni di persone hanno ricevuto R$ 600 (116 dollari USA).
Il 10 aprile, il Brasile ha confermato il millesimo decesso correlato al nuovo coronavirus, e il numero di casi confermati aveva toccato quota 20 000.
Il 14 aprile, il Ministero della Salute ha riportato un totale di 25 262 casi confermati e 1 532 decessi confermati. Oltre 14 000 persone erano guarite.
Il 16 aprile, il presidente Bolsonaro ha licenziato il ministro della Sanità, Luiz Henrique Mandetta, per disaccordi sugli orientamenti in materia di distanziamento sociale. Disse che avrebbe nominato un ministro della sanità che favoriva la riapertura delle imprese "il più rapidamente possibile". Poco dopo, Nelson Teich è stato nominato ministro.
Al 24 aprile, il Brasile aveva registrato più di 50 000 casi.
Il 30 aprile, il Brasile ha superato la Cina per numero di casi, oltrepassando quota 87 000.

### Maggio
Il 3 maggio, il Brasile ha sfondato quota 100 000 casi, quest'ultimi erano raddoppiati in soli dieci giorni.
Il 7 maggio, diverse città degli stati settentrionali di Amazonas e Pará hanno iniziato a emettere misure di blocco al fine di frenare la diffusione del virus.
Il 9 maggio, il Brasile ha confermato più di diecimila morti; il numero di morti è raddoppiato in meno di due settimane.
Il 14 maggio, il Brasile ha confermato oltre 200 000 casi; il numero di casi era raddoppiato in 11 giorni. Lo stato di Ceará è diventato il secondo stato più colpito, superando Rio de Janeiro.
Il 15 maggio, il ministro della Sanità brasiliano, Nelson Teich, si dimette a meno di un mese dalla nomina. Ha citato ragioni simili al suo predecessore: i suoi scontri con il presidente sull'uso dell'idrossiclorochina, le linee guida sul distanziamento sociale e il superamento delle regole che avrebbe dovuto definire. Il generale Eduardo Pazuello assunse il ruolo di ministro della sanità ad interim.
Il 23 maggio, i contagi totali in Brasile superano quelli della Federazione Russa, oltrepassando quota 300 000.
Il 26 maggio, Reuters ha riferito che, secondo quattro funzionari, la risposta iniziale del 13 marzo alla pandemia del Ministero della Salute è stata interrotta e ridimensionata dal presidente Bolsonaro meno di un giorno dopo, con il trasferimento del potere il 16 marzo dal ministero all'ufficio del generale Walter Souza Braga Netto, Capo Gabinetto dello staff.
Il 27 maggio, i contagi totali superano quota 400 000.
Il 31 maggio, i casi totali superano i 500 000.

### Giugno
Il 1º giugno, il Brasile supera quota 30 000 decessi.
Il 4 giugno, il Brasile supera i 600 000 casi.
Il 5 giugno, il governo brasiliano chiude il sito ufficiale con i rapporti giornalieri di COVID-19 e annuncia che non segnalerà più il numero totale dei decessi e dei casi attivi.
Il 6 giugno, Carlos Wizard, nuovo segretario alla Scienza e alla tecnologia del Ministero della Sanità, afferma che gli stati stanno gonfiando eccessivamente il numero dei decessi dovuti alla COVID-19.
Il 7 giugno, il governo annuncia che smettera di pubblicare i numeri cumulativi sul nuovo coronavirus nel paese, sostenendo che i numeri precedenti potrebbero essere stati fuorvianti. In risposta, i media nel paese hanno istituito un consiglio per continuare a registrare e pubblicare i dati secondo il metodo originale. Successivamente è stato comunicato che il ministero della salute pubblicherà solo il numero di nuovi casi e decessi nelle ultime 24 ore.
L'8 giugno, i casi in Brasile superano quota 700 000.
Il 9 giugno, un ordine del tribunale ha costretto il governo brasiliano a continuare a pubblicare casi cumulativi e decessi.
L'11 giugno, i casi in Brasile superano quota 800 000 e i morti quota 40 000.
Il 16 giugno, il Brasile supera quota 900 000 casi e 44 000 morti,
Il 19 giugno, il paese supera quota 1 000 000 di casi confermati, di cui 49 090 decessi e 520 360 guariti, lo stesso giorno si registra un'impennata dei contagi, 55 209 in sole 24 ore.
Il 22 giugno, il governo brasiliano ha esteso di altri 15 giorni il divieto di ingresso agli stranieri attraverso i confini terrestri e aerei. La misura è stata raccomandata dall'Agenzia nazionale di sorveglianza sanitaria (Anvisa), legata al ministero della Sanità.
Il 29 giugno, uno studio ha riportato che in due campioni di liquami grezzi raccolti il 27 novembre 2019 a Santa Catarina erano state rilevate tracce di SARS-CoV-2. Anche i campionamenti successivi che sono stati svolti l'11 dicembre e il 20 febbraio hanno mostrato lo stesso risultato. Questi esempi possono dimostrare che il SARS-CoV-2 circolava in Brasile dalla fine di novembre 2019.

### Luglio
Il 3 luglio, i casi in Brasile hanno superato quota 1,5 milioni.
Il 6 luglio, il presidente Bolsonaro ha dichiarato di possedere i sintomi della COVID-19 e che si sarebbe sottoposto a un tampone nelle successive ore, risultato positivo il giorno seguente.

### Agosto
L'8 agosto, i decessi in Brasile superano quota 100 000.

### Settembre
Il 2 settembre, i casi in Brasile superano quota 4 000 000.

### Ottobre
Il 7 ottobre, i casi in Brasile superano quota 5 000 000.
Novembre
Il 20 novembre, i casi di covid-19 accertati in Brasile sono più di 6 000 000

### Gennaio
Il 7 gennaio, i decessi in Brasile superano quota 200 000.

## Andamento dei contagi
Template:COVID-19 in Brasile

## Impatto socioeconomico

### Economia
Gli economisti hanno previsto una stagnazione economica nel paese per il 2020. Il 16 marzo, il Ministero dell'Economia ha annunciato un pacchetto di incentivi di 29 miliardi di dollari USA, per aiutare l'economia contro gli effetti della pandemia. Il governo brasiliano sta inoltre negoziando con la Nuova Banca di Sviluppo per ricevere un pacchetto di aiuti per i suoi sforzi contro la COVID-19; la Cina ha ricevuto un miliardo di dollari dalla stessa istituzione.

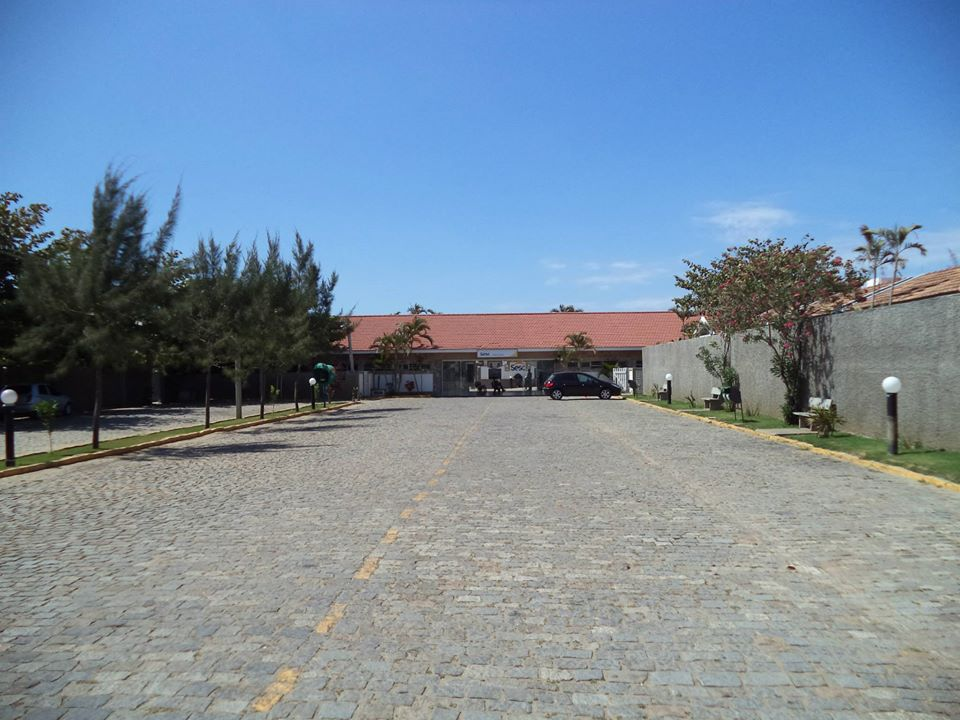
Una filiale del SESC Hotels a São João da Barra ha dovuto chiudere a causa della crisi finanziaria causata dalla pandemia

Il 21 marzo, il ministro dell'Economia Paulo Guedes ha annunciato una serie di misure di aiuto per ridurre l'impatto sull'economia. È in preparazione una borsa di studio per professionisti autonomi, per un importo di 200 dollari, oltre alla garanzia di pagamento per i lavoratori che hanno ridotto l'orario di lavoro.
Il 23 marzo, il governo ha annunciato un pacchetto di aiuti di 85,8 miliardi di dollari, per stati e comuni. L'importo comprende i trasferimenti verso l'area sanitaria, la ricomposizione dei trasferimenti di fondi costituzionali e la sospensione della scadenza dei debiti degli Stati con l'Unione.

### Formazione scolastica
In tutto il mondo al 20 marzo, le scuole risultavano chiuse in oltre 100 paesi, per fermare la diffusione del virus. Nonostante questo, il presidente Jair Bolsonaro ha annunciato che le lezioni in Brasile dovevano continuare. Però i livelli più bassi del governo hanno sospeso le lezioni.
Le scuole e le università comunali, statali e private hanno avuto reazioni diverse riguardo alla sospensione delle lezioni. In Brasile, le scuole secondo l'UNESCO sono state chiuse solo in alcune località.

### Ambiente

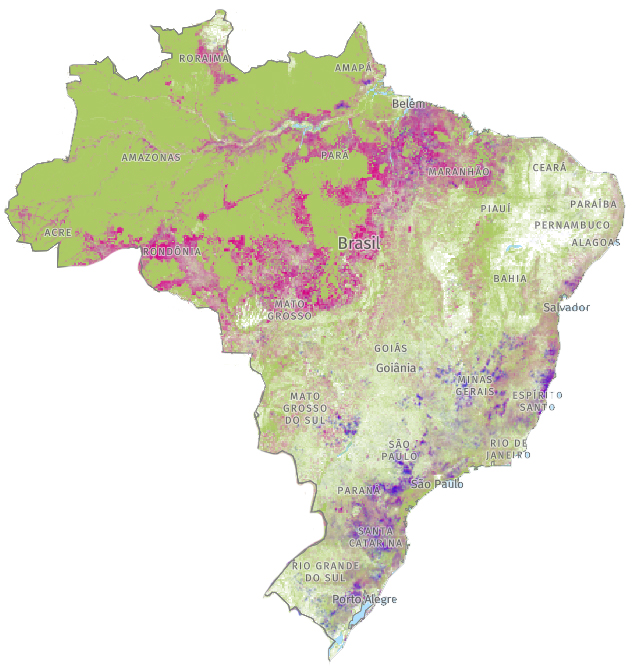
Deforestazione in Brasile dal 2001 al 2018

La deforestazione della foresta pluviale amazzonica è accelerata durante la pandemia di COVID-19 in Brasile, aumentando di oltre il 55% rispetto ai livelli precedenti, secondo le immagini satellitari. 
La COVID-19 minaccia le comunità indigene nella regione amazzonica.

### Favelas

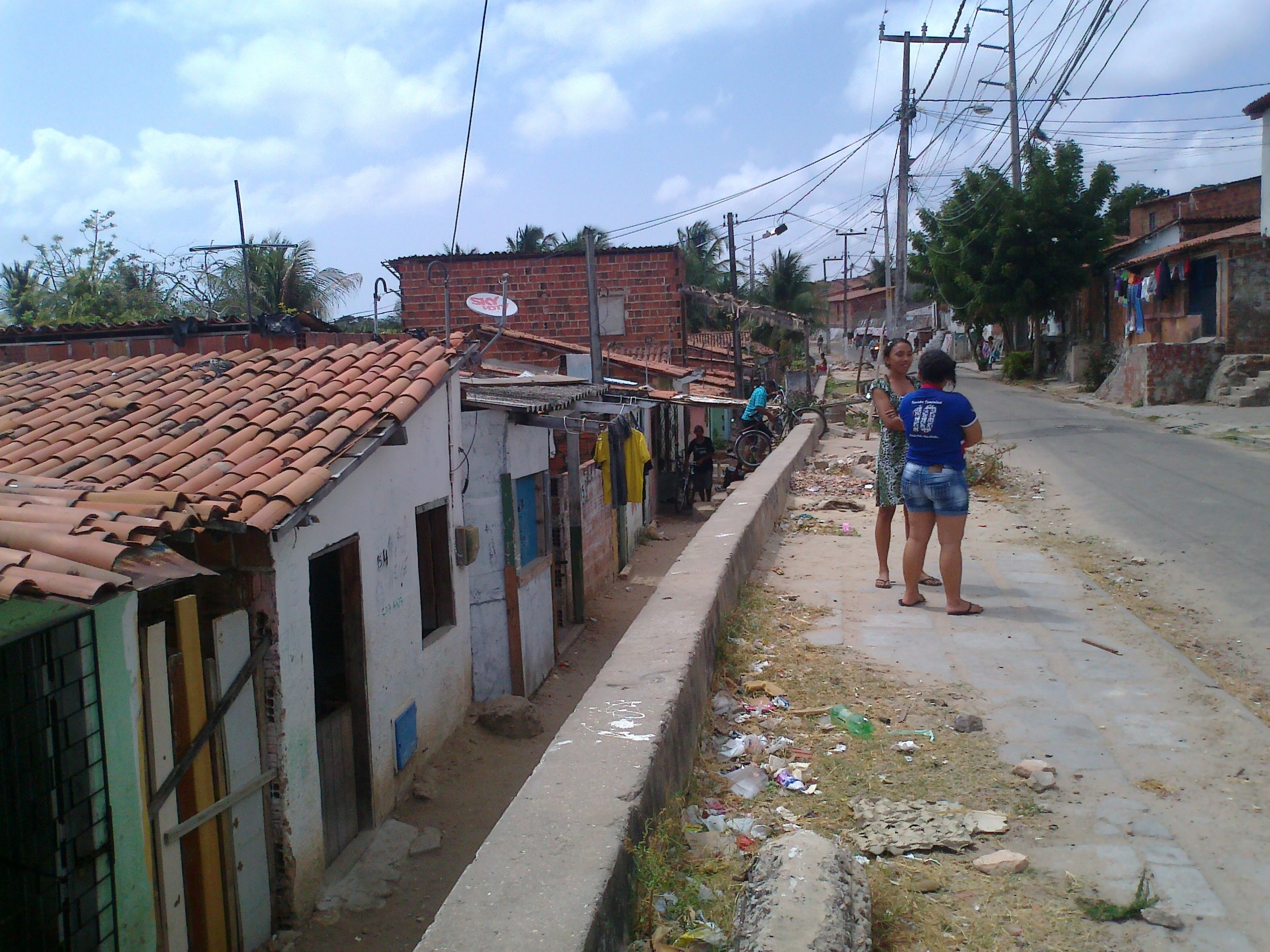
Favela di Fortaleza

Al 17 marzo, i residenti delle favelas di Rio de Janeiro soffrivano della mancanza dell'acqua. Senza acqua per lavarsi, questo li ha resi vulnerabili alla proliferazione del coronavirus. L'acqua non ha raggiunto parti della Baixada Fluminense e della zona nord di Rio de Janeiro. Tra le aree colpite ci sono le comunità Chatuba de Mesquita, Camarista, Méier e Complexo do Alemão. La dottoressa e pediatra Cristiana Meirelles ha affermato che senza acqua e corrente pulita, la situazione sarebbe diventata catastrofica.

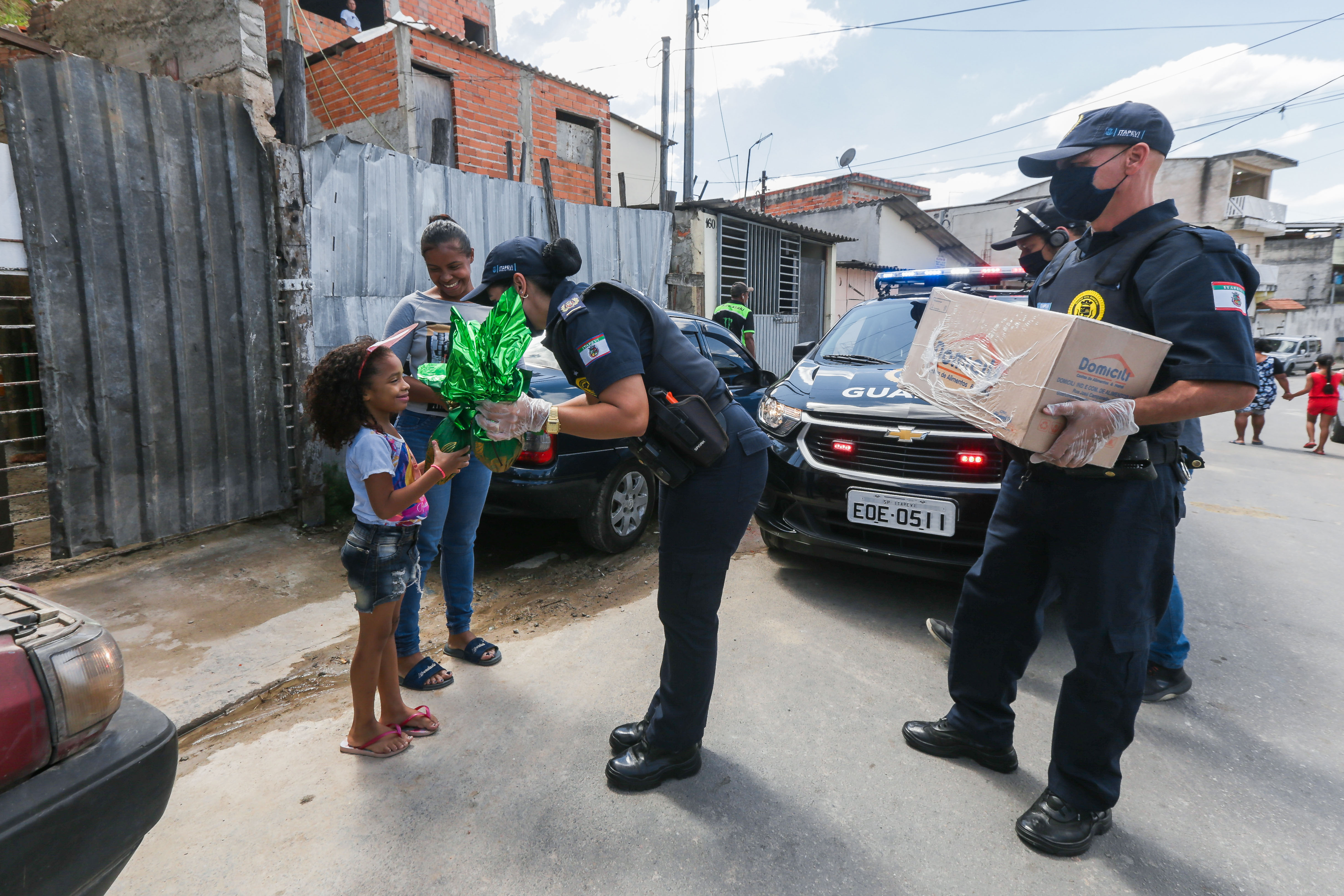
Aiuti della polizia alle famiglie

Cufa (Central Única das Favelas, una ONG che opera con Favelas) ha chiesto misure per contenere il coronavirus nelle favelas. Le azioni del governo non includevano gli economicamente fragili, un contingente che ammonta a oltre 70 milioni di persone, ha affermato l'organizzazione. Alcune aree di Maré erano rimaste senza acqua per due giorni e altre aree erano state senza acqua per due settimane.

### Sistema sanitario

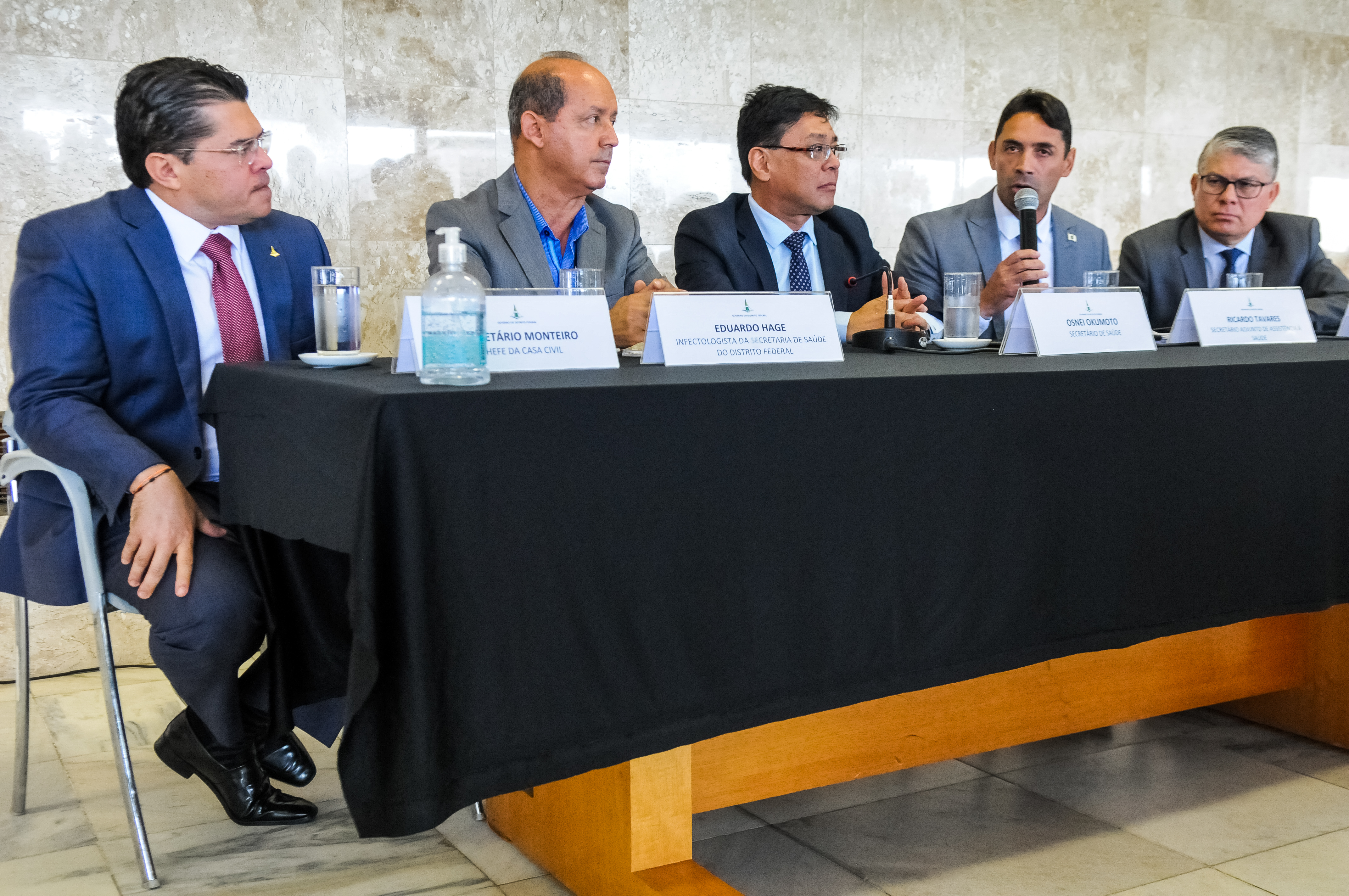
Conferenza stampa sulla pandemia

A seguito dei primi casi segnalati in Brasile, c'erano dubbi sul fatto che il suo sistema sanitario sarebbe stato in grado di affrontare la pandemia.
Il 18 marzo 2020, gli ospedali di San Paolo hanno denunciato la mancanza di materiale sanitario, come maschere, guanti e disinfettante per le mani, causato da un aumento dei prezzi. Secondo loro, i pacchetti di maschere sono passati da R$ 4,50 a gennaio a R$ 140 al 17 marzo. Il governo ha dichiarato che negozierà con l'industria per soddisfare la domanda.
A Salvador, i negozi avevano carenze di maschere e disinfettanti per le mani. Rio e altri cinque comuni hanno dichiarato lo stato di emergenza per contenere il coronavirus. Anche i comuni di São Gonçalo e Guapimirim hanno dichiarato lo stato di emergenza; Niterói, Nova Iguaçu e Mesquita hanno dichiarato una situazione di emergenza nell'area della sanità pubblica.

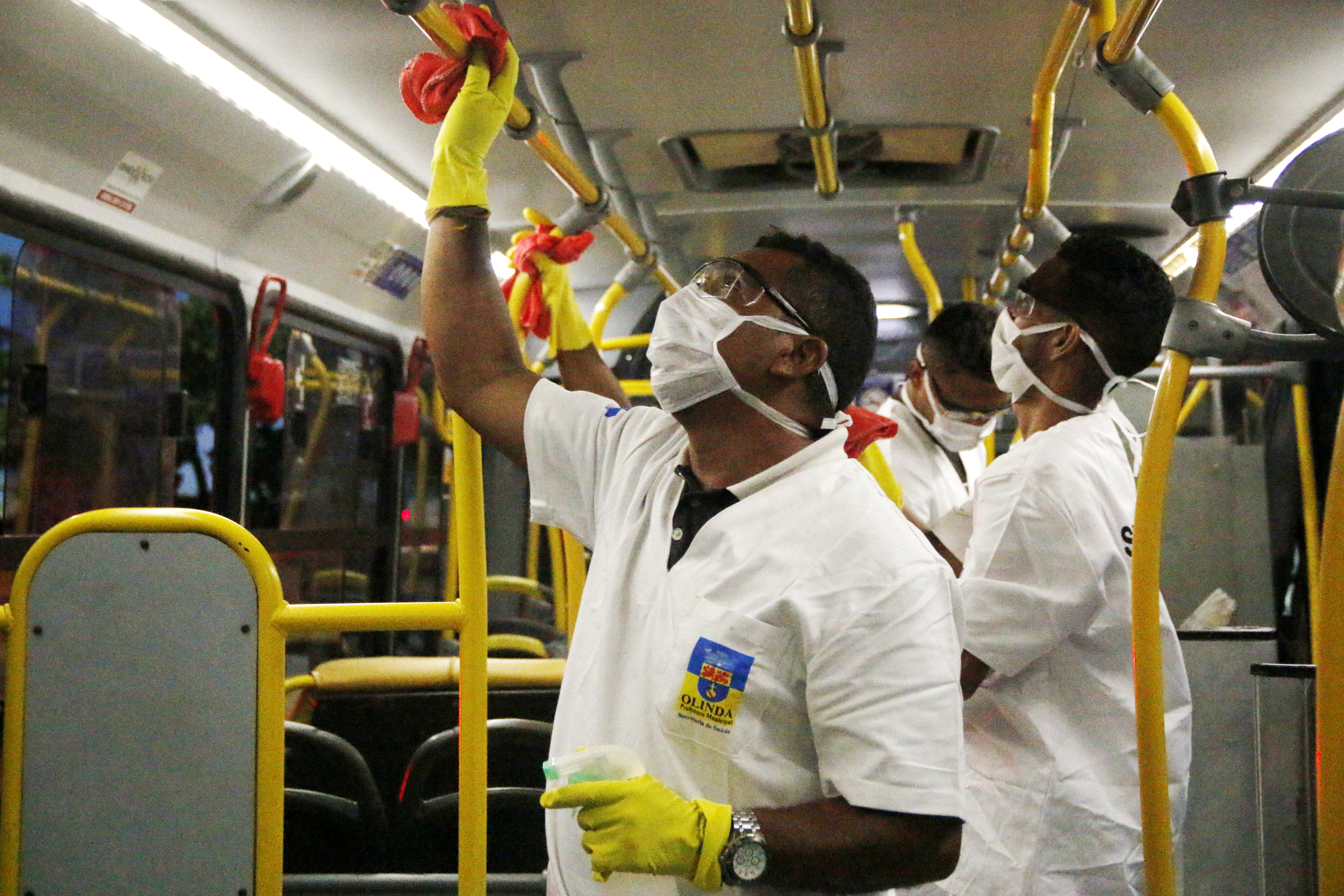
Disinfestazione sui mezzi di trasporto

Il 19 marzo 2020, gli scienziati hanno predetto nello scenario peggiore, fino a 2 milioni di morti in Brasile, senza misure per contenere il coronavirus. Hanno sottolineato che il mantenimento della distanza sociale era una delle misure più efficaci in assenza di un vaccino. La loro conclusione è giunta dopo aver analizzato la curva di crescita dei casi COVID-19 in Brasile. Il tasso di contagio era lo stesso di quello registrato in Italia, poiché il numero di persone infette stava raddoppiando ogni 54 ore. Secondo le stime, il numero di casi confermati avrebbe potuto raggiungere i 3 000 il 24 marzo. Secondo il Ministero della Salute, il numero di pazienti infetti dovrebbe crescere esponenzialmente fino alla fine di giugno.
Il governo del Rio Grande do Sul ha decretato una situazione di emergenza pubblica, con diverse misure tra cui il divieto di viaggiare da uno stato all'altro e la restrizione degli articoli acquistati sui mercati, con il decreto in vigore dal 19 marzo 2020. I dipendenti di quattro ospedali pubblici della città di San Paolo hanno riferito di una carenza di materiali come gel, maschere e guanti. I negozi specializzati in forniture mediche non avevano più gel e maschere, comprese quelle N95 utilizzate dai medici. È stato riferito anche che i venditori ambulanti abbiano sfruttato la domanda di attrezzature mediche per trarne profitto.

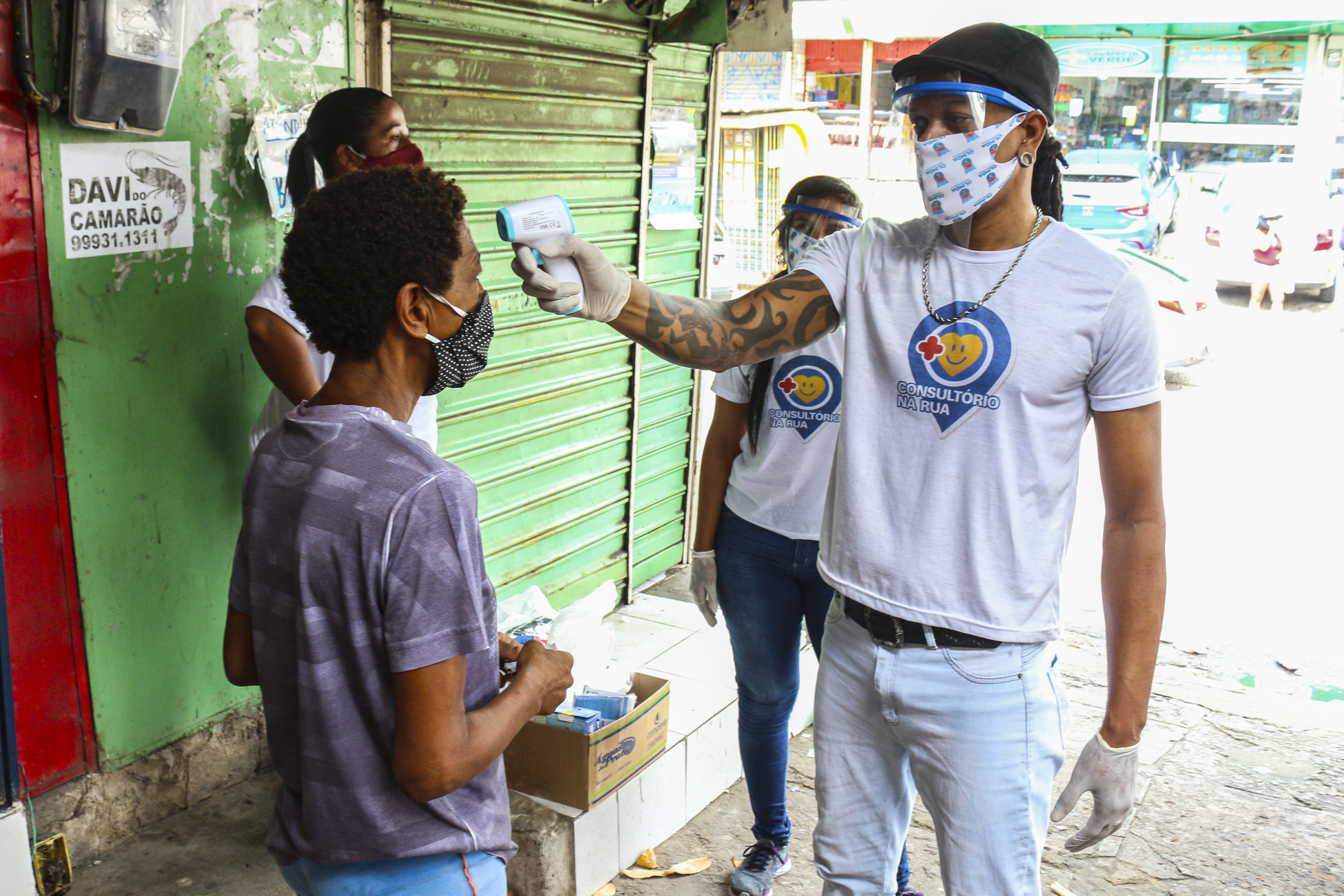
Rilevamento della temperatura corporea

Il 20 marzo, la stampa ha riferito che il Brasile stava contraddicendo le raccomandazioni dell'Organizzazione mondiale della sanità, testando solo i pazienti in gravi condizioni. João Gabbardo, segretario esecutivo del Ministero della Salute, ha affermato che i criteri adottati non sarebbero cambiati e che le persone con casi gravi sarebbero state testate. Il giorno seguente, un gruppo di scienziati ha annunciato che stavano sviluppando nuovi test per la COVID-19 in Brasile. Si aspettano di elaborare un test che funzionerà con solo una singola goccia di sangue del paziente. Senza oggetti protettivi, gli operatori sanitari improvvisarono i tappi come maschere negli ospedali.
Gli operatori sanitari nello stato di Rio de Janeiro (RJ) si sono lamentati delle condizioni di lavoro. I medici hanno detto che non c'erano mascherine N95, con un filtro efficiente, all'Ospedale Salgado Filho. I sindacati dissero che c'era una carenza di dispositivi di protezione individuale negli ospedali.

### Servizi religiosi
Odilo Pedro Scherer, arcivescovo di San Paolo, aveva inizialmente difeso la posizione secondo cui le chiese non dovevano essere chiuse, sostenendo che dovrebbero esserci più servizi giornalieri per evitare grandi assembramenti. In seguito dichiarò la sospensione delle celebrazioni con il popolo. Il vescovo Edir Macedo, fondatore della Chiesa universale del Regno di Dio, ha dichiarato che i servizi non dovrebbero essere sospesi, così come Silas Malafaia, leader dell'Assembleia de Deus Vitória em Cristo. Malafaia disse che avrebbe chiuso le sue chiese solo se richiesto da un ordine del tribunale. Macedo causò maggiori controversie dopo aver respinto il coronavirus come creazione dei media.

### Programmazione televisiva
Le reti brasiliane hanno iniziato a trasmettere suggerimenti per la prevenzione durante la loro programmazione. Globo, SBT, RecordTV, Band e RedeTV! hanno annunciato che avrebbero interrotto la produzione di tutte le loro telenovelas e avrebbero registrato i loro talk show senza un pubblico dal vivo, espandendo il giornalismo nella loro programmazione.

## Statistiche

Numero di casi (blu) e numero di morti (rosso) nella scala logaritmica

Casi ogni 100 000 residenti

CasiData0500.0001.000.0001.500.0002.000.0002.500.0003.000.00026/2/202013/4/202030/5/202016/7/2020Totale casi